# 茄苳腳 (臺南市)
茄苳腳，是臺灣臺南市新營區的一個傳統地域名稱，位於該區西北部中央地帶。相較於今日行政區，其範圍大致包括嘉芳里、新南里西端、南紙里北部、太北里東北端。
本地區主要聚落為舊廍，新營工業區大部分位於境內。

## 歷史
台灣日治初期，茄苳腳地區為一街庄，稱為「茄苳腳庄」，隸屬於太子宮堡。該庄昔日北與後鎮庄為鄰，東與新營庄為鄰，南邊為太子宮庄，西邊為鹽水港街。
1901年（日治明治三十四年）11月11日，全台廢縣廳改設二十廳，該庄隸屬於鹽水港廳。1904年（明治三十七年）4月1日，該庄編入「新營區」，隸屬於鹽水港廳。1906年（明治三十九年）4月1日，鹽水港廳內管轄區域調整，該庄仍隸屬於「新營區」。1909年（明治四十二年）10月25日，全台合併二十廳為十二廳，新營區改隸屬於嘉義廳。1920年（大正九年）10月1日，全台地方制度大改正，廢十二廳改設五州二廳，該庄改制為「茄苳腳」大字，隸屬於臺南州新營郡新營庄。1933年（昭和八年）12月，新營庄升格為新營街。
戰後新營街改制為新營鎮，隸屬於臺南縣，大字亦改制為里。1950年10月25日，雲、嘉、南分治，新營鎮仍隸屬於臺南縣。1981年12月25日，新營鎮改制為新營市。2010年12月25日，臺南縣、市合併為直轄臺南市，新營市改制為新營區。

## 聚落
本地區發展較早的聚落為茄苳腳，在日治期初期的官方地圖上已有記載。

## 交通
國道1號又稱「中山高速公路」，是台灣西部兩條南縱向高速公路之一，經過本地區東部，並在市道172號交會處設有新營交流道，由此進入可快速前往台灣西部南北各地。
市（縣）道172號是布袋至澐水的道路，經過本地區主聚落，並與國道1號交會於新營交流道。由該道路西行可前往鹽水區、嘉義縣義竹鄉、布袋鎮，並止於布袋市區；東行可前往新營區新營市區、後壁區南部、白河區、嘉義縣中埔鄉，並止於省道台3線路口。
區道南71線是茄苳腳至新營紙場的道路，其北側端點（起點）位於本地區主聚落北側的市道172號路口。
區道南311線是新營至柳營的道路，其北側端點（起點）位於本地區東部邊界地帶的市道172號轉角路口。

## 產業
- 新營工業區